# Agnieszka Kołakowska
Agnieszka Kołakowska (ur. 17 maja 1960 w Łodzi) – polska filozofka, filolożka klasyczna, tłumaczka i publicystka.

## Życiorys
Córka filozofa Leszka Kołakowskiego i psychiatry Tamary z domu Dynenson. W 1968 wyemigrowała z Polski wraz z rodzicami. Studiowała w Anglii i Stanach Zjednoczonych. Mieszka na stałe w Paryżu.
Jej mężem był Jean-Pierre Lasota.

## Publikacje
- Wojny kultur i inne wojny (2010), ISBN 978-83-926118-8-2
- Plaga słowików (2016), ISBN 978-83-62884-13-1

## Nagrody
- Nagroda im. Andrzeja Kijowskiego – 2012
- Nagroda Feniks za książkę Plaga słowików, w kategorii „eseistyka” – 2017[6]